# Bahnstrecke Bruck an der Mur–Leoben
| Streckennummer (ÖBB): | 413 01                                                      |                                                          |                                                          |
| Kursbuchstrecke (ÖBB): | 250 (Bischofshofen – Leoben) 600 (Wien Meidling – Tarvisio) |                                                          |                                                          |
| Streckenlänge: | 23,4 km                                                     |                                                          |                                                          |
| Spurweite: | 1435 mm (Normalspur)                                        |                                                          |                                                          |
| Netzkategorie: | A                                                           |                                                          |                                                          |
| Stromsystem: | 15 kV, 16,7 ~                                               |                                                          |                                                          |
| Maximale Neigung: | 10 ‰                                                        |                                                          |                                                          |
| Streckengeschwindigkeit: | 160 km/h                                                    |                                                          |                                                          |
| |                                                             |                                                          |                                                          |
| \| \| \| Südbahn (von Wien) \| \| \| \| −0,059 \| Bruck an der Mur \| 490 m. ü. A. \| \| \| \| Südbahn (nach Spielfeld-Straß) \| \| \| \| 1,553 \| Bruck an der Mur-Stadtwald \| Bruck an der Mur-Stadtwald \| \| \| \| (Brucker Schleife von Bruck/Mur-Übelstein bzw. Graz) \| \| \| \| 5,575 \| Üst Bruck an der Mur 2 Leoben \| Üst Bruck an der Mur 2 Leoben \| \| \| 5,989 \| Oberaich (14. Dezember 2008 aufgelassen) \| Oberaich (14. Dezember 2008 aufgelassen) \| \| \| 8,6998,760 \| Fehlerprofil (−61 m) \| Fehlerprofil (−61 m) \| \| \| 11,130 \| Niklasdorf \| 527 m. ü. A. \| \| \| 12,998 \| Anschlussbahn (Awanst) RVG (Pächter Fa Cvörnjek) \| Anschlussbahn (Awanst) RVG (Pächter Fa Cvörnjek) \| \| \| 14,470 \| Leoben Lerchenfeld (seit 12. Dezember 2021)[1] \| Leoben Lerchenfeld (seit 12. Dezember 2021)[1] \| \| \| 16,498 \| Leoben Hbf \| 540 m. ü. A. \| \| \| \| Rudolfsbahn (nach St. Michael) \| \| \| \| \| Erzbergbahn (nach Vordernberg Markt) \| \| \| \| \| Galgenbergtunnel (5.460 m) \| \| \| \| 20,441 \| Üst Leoben Hbf 1 (nur bei Betriebsstörungen/Bauarbeiten) \| Üst Leoben Hbf 1 (nur bei Betriebsstörungen/Bauarbeiten) \| \| \| \| \| \| \| \| \| Rudolfsbahn (von Leoben Hbf) \| \| \| \| 23,377 \| Abzw Leoben Hbf 2 \| Abzw Leoben Hbf 2 \| \| \| \| Rudolfsbahn (nach St. Michael) \| \| \| \| \| Rudolfsbahn (nach Tarvis) \| \| |                                                             |                                                          |                                                          |
| Strecke |                                                             | Südbahn (von Wien)                                       | Südbahn (von Wien)                                       |
| Bahnhof | −0,059                                                      | Bruck an der Mur                                         | 490 m. ü. A.                                             |
| Abzweig geradeaus und nach links |                                                             | Südbahn (nach Spielfeld-Straß)                           | Südbahn (nach Spielfeld-Straß)                           |
| Abzweig geradeaus und von links | 1,553                                                       | Bruck an der Mur-Stadtwald                               | Bruck an der Mur-Stadtwald                               |
| Strecke |                                                             | (Brucker Schleife von Bruck/Mur-Übelstein bzw. Graz)     | (Brucker Schleife von Bruck/Mur-Übelstein bzw. Graz)     |
| Überleitstelle / Spurwechsel | 5,575                                                       | Üst Bruck an der Mur 2 Leoben                            | Üst Bruck an der Mur 2 Leoben                            |
| ehemaliger Haltepunkt / Haltestelle | 5,989                                                       | Oberaich (14. Dezember 2008 aufgelassen)                 | Oberaich (14. Dezember 2008 aufgelassen)                 |
| Kilometer-Wechsel | 8,6998,760                                                  | Fehlerprofil (−61 m)                                     | Fehlerprofil (−61 m)                                     |
| Bahnhof | 11,130                                                      | Niklasdorf                                               | 527 m. ü. A.                                             |
| Abzweig geradeaus und nach rechts | 12,998                                                      | Anschlussbahn (Awanst) RVG (Pächter Fa Cvörnjek)         | Anschlussbahn (Awanst) RVG (Pächter Fa Cvörnjek)         |
| Haltepunkt / Haltestelle | 14,470                                                      | Leoben Lerchenfeld (seit 12. Dezember 2021)              | Leoben Lerchenfeld (seit 12. Dezember 2021)              |
| Bahnhof | 16,498                                                      | Leoben Hbf                                               | 540 m. ü. A.                                             |
| Abzweig geradeaus und nach links |                                                             | Rudolfsbahn (nach St. Michael)                           | Rudolfsbahn (nach St. Michael)                           |
| Abzweig geradeaus und nach rechts |                                                             | Erzbergbahn (nach Vordernberg Markt)                     | Erzbergbahn (nach Vordernberg Markt)                     |
| Tunnelanfang |                                                             | Galgenbergtunnel (5.460 m)                               | Galgenbergtunnel (5.460 m)                               |
| Überleitstelle / Spurwechsel (im Tunnel) | 20,441                                                      | Üst Leoben Hbf 1 (nur bei Betriebsstörungen/Bauarbeiten) | Üst Leoben Hbf 1 (nur bei Betriebsstörungen/Bauarbeiten) |
| Tunnelende |                                                             |                                                          |                                                          |
| Abzweig geradeaus und ehemals von links |                                                             | Rudolfsbahn (von Leoben Hbf)                             | Rudolfsbahn (von Leoben Hbf)                             |
| Blockstelle | 23,377                                                      | Abzw Leoben Hbf 2                                        | Abzw Leoben Hbf 2                                        |
| Abzweig geradeaus und nach rechts |                                                             | Rudolfsbahn (nach St. Michael)                           | Rudolfsbahn (nach St. Michael)                           |
| Strecke |                                                             | Rudolfsbahn (nach Tarvis)                                | Rudolfsbahn (nach Tarvis)                                |

Die Bahnstrecke Bruck an der Mur–Leoben ist eine Hauptbahn im österreichischen Bundesland Steiermark. Die nur 23 km lange Strecke gehört zum Kernnetz der ÖBB Infra und ist das Verbindungsstück zwischen der Südbahn und der Rudolfsbahn. Die Strecke ist Teil von Fernverbindungen und gehört zu den wichtigsten Bahnstrecken Österreichs. Sie wird im Personenverkehr von Railjets und Zügen der S-Bahn Steiermark befahren. Zur Verbindung zwischen Süd- und Rudolfsbahn gehört auch die von St. Michael in Obersteiermark nach Leoben führende Stichstrecke der Rudolfsbahn.

## Geschichte
Das Übereinkommen über den Neubau von zwei Bahnstrecken sowie eines Hafens in Triest wurde am 13. April 1867 bei der Südbahn-Gesellschaft festgestellt. Dabei übernahm die Südbahn die Pflicht, die Bauarbeiten an der Strecke von Bruck nach Leoben bis zum Juli 1870 abzuschließen. Die Bahnstrecke wurde am 1. September 1868 von der Südbahn eröffnet.
Ursprünglich führte die Stichstrecke St. Michael–Leoben der Rudolfsbahn nach Passieren des Annabergtunnels über den Bahnhof Leoben-Hinterberg und – nach Umgehung des Häuselbergs – den Bahnhof Leoben-Göss zum Leobener Hauptbahnhof. Seit 1998 ersetzt der 5460 m lange Galgenbergtunnel den Großteil dieser Strecke bis zum Annabergtunnel. Der Abschnitt Abzweigung Leoben 2–Leoben Göss wurde am 9. Dezember 2012 dauerhaft eingestellt und danach für die Abstellung vorübergehend nicht benötigter Güterwagen genutzt. 2018 wurde die Strecke an die Stadt Leoben verkauft und abgebaut, 2019 wurde ein Radweg auf der Trasse zwischen Bahnhof Göss und Hinterberg errichtet.
Im Laufe des Jahres 2021 wurde bei Streckenkilometer 14,470 die neue Haltestelle Leoben Lerchenfeld errichtet und am 12. Dezember des Jahres in Betrieb genommen.
Unfälle

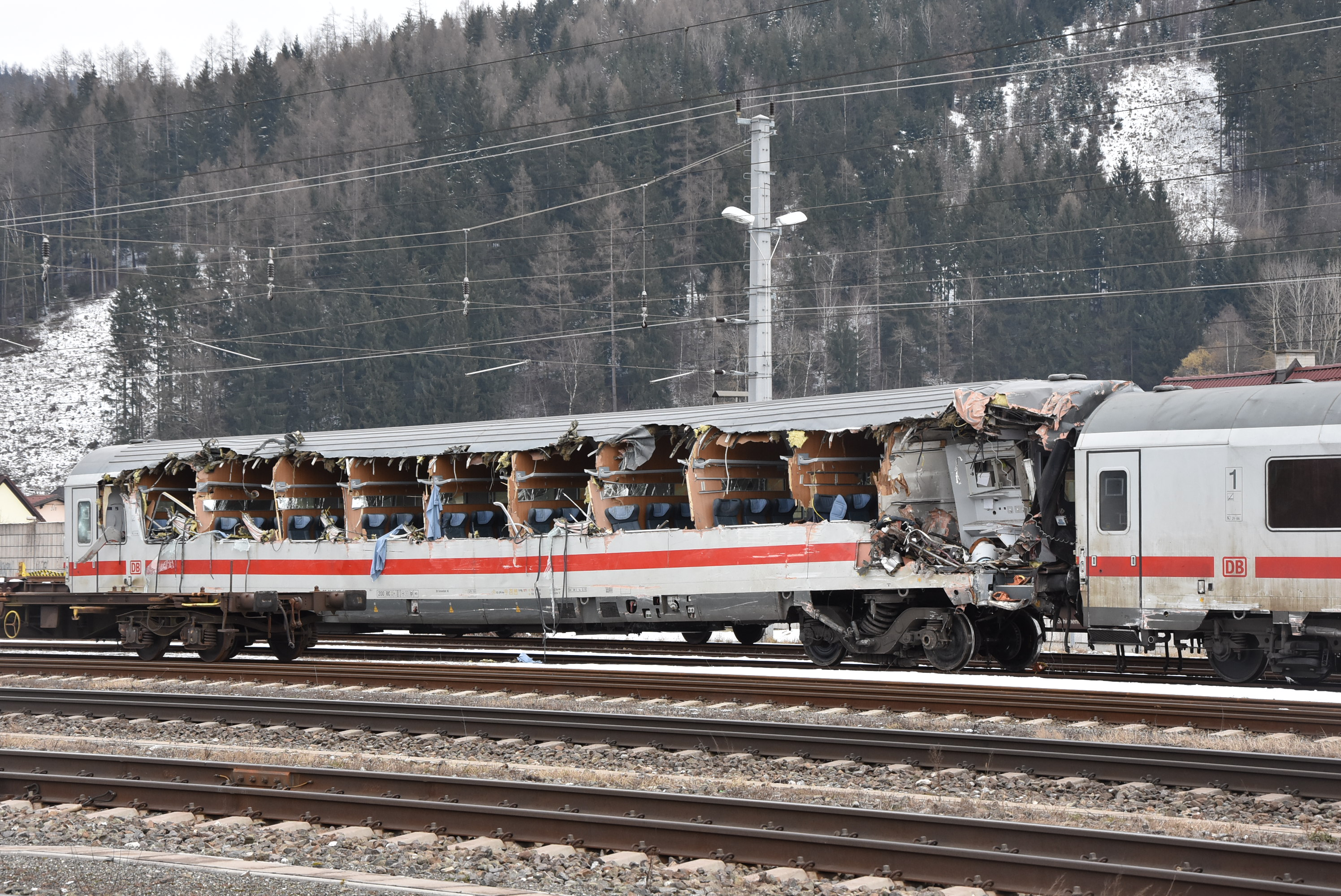
Ein zur Gänze aufgerissener Waggon des EuroCity 216 zwei Tage nach der Kollision im Bahnhofsbereich von Niklasdorf

Am 12. Februar 2018 ereignete sich im Bahnhofsbereich von Niklasdorf eine Flankenfahrt eines S-Bahn-Zugs, der zwischen Friesach und Mürzzuschlag unterwegs war, mit einem Eurocity, der von Graz nach Saarbrücken verkehrte. Nachdem der S-Bahn-Triebzug am Bahnsteig gehalten hatte, überfuhr er das etwa 200 Meter entfernte haltzeigende Ausfahrsignal und geriet in den Fahrweg des einfahrenden Zuges. Aufgrund technischer Gegebenheiten kam es zu spät zu einer Zwangsbremsung, sodass eine Kollision nicht mehr verhindert werden konnte. Bei dem Unfall wurden eine Frau getötet und 22 Personen verletzt.

## Streckenverlauf
Die Bahnstrecke verlässt den Südkopf des Bahnhofs Bruck an der Mur in einem Rechtsbogen über die Mur – diese bildet zusammen mit der Ausfahrt der Südbahn einen Terrainzwickel in der Bahnhofsebene. Auf der Südseite des Murtals wird auf hohem Bahndamm der Talgrund bis zur südlichen Talflanke gequert und dieser nunmehr in westlicher Richtung gefolgt. Bei St. Ruprecht erreicht die Strecke den Talboden. Nachdem bei Leoben-Judendorf die Mur erneut überquert wird, endet die eigentliche Strecke am nördlichen Talfuß in Leoben Hauptbahnhof.
Verkehrsmäßig fortgesetzt wird die Bahnverbindung in westliche Richtung als Stichstrecke der Rudolfsbahn nach St. Michael in Obersteiermark. Kurz nach Verlassen des Leobner Hauptbahnhofs führt die Bahnlinie durch den rund fünfeinhalb Kilometer langen Galgenbergtunnel und den knapp 160 Meter langen Annabergtunnel und trifft kurz danach südlich des Bahnhofs von St. Michael auf den dortigen Hauptast der Rudolfsbahn.

## Personenverkehr

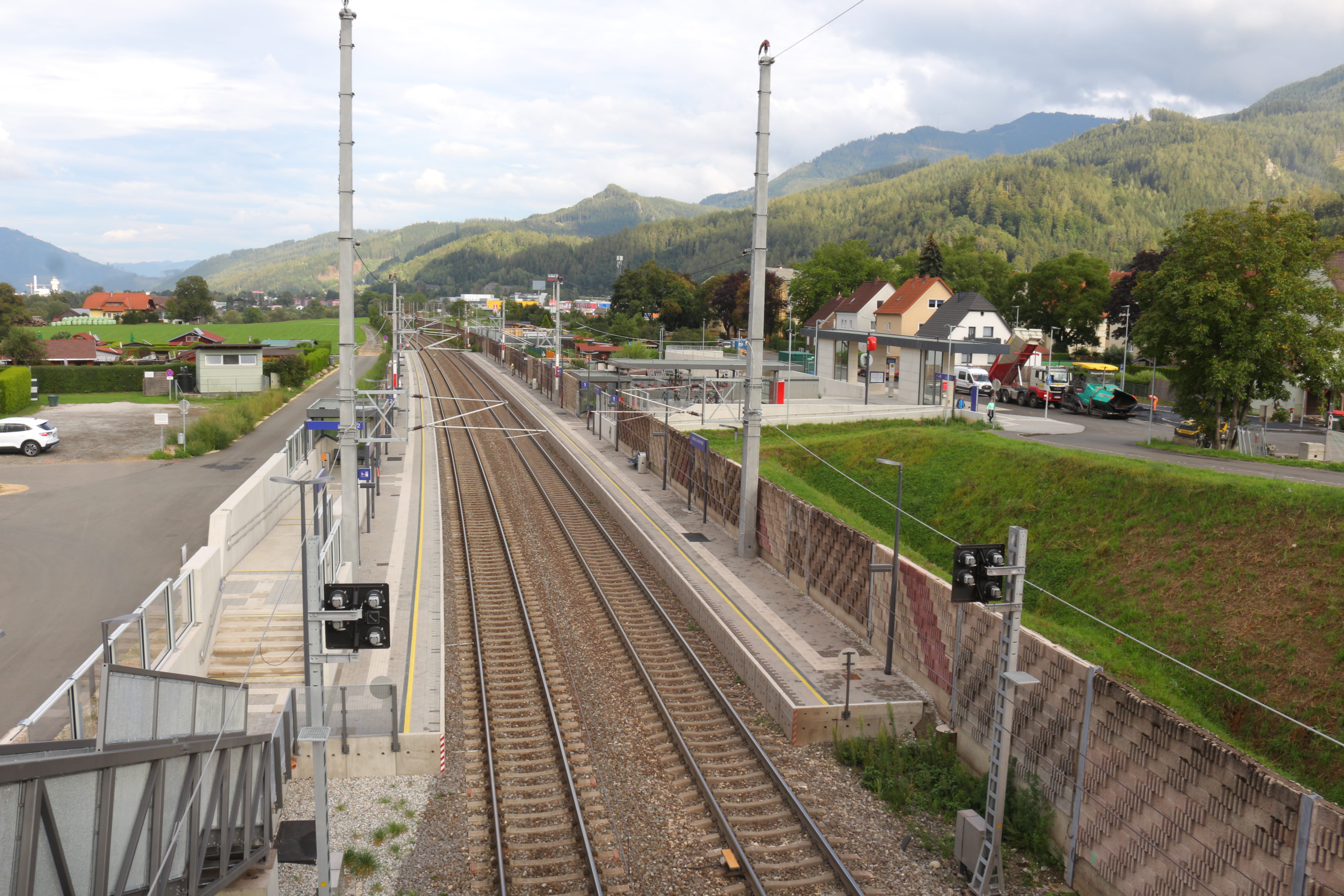
Haltepunkt Leoben-Lerchenfeld

Die Strecke gehört als Teil der Fernverbindung Wien – Klagenfurt – Villach (– Lienz bzw. – Venedig) zu den wichtigsten Eisenbahnmagistralen Österreichs.
Derzeit wird die Strecke befahren von 
- Railjets (sowie einem IC-Zug in der Relation Wien Hbf – Lienz) im Zweistundentakt
- Zügen der S8 Unzmarkt – Leoben – Bruck an der Mur der S-Bahn Steiermark
- InterCity- bzw. EuroCity-Zügen der Relationen Graz – Salzburg (– Deutschland) bzw. Innsbruck/Zürich